# クリプトン人
クリプトン人（クリプトンじん、英: Kryptonian）は、DCコミックスの出版するアメリカン・コミックスに登場するスーパーヒーロー「スーパーマン」の民族として知られる架空の人種、宇宙人。

## 概要
クリプトン人は惑星クリプトンを起源とするヒューマノイド型の生命体である。英語での発音に忠実なカナ表記は「クリプトニアン」で、この言葉は人種そのものだけでなく、クリプトン人やクリプトンの文化に由来するあらゆる物に対して形容詞としても使われる。
クリプトンについては1938年に言及されて以来、スーパーマンのコミックで断片的に語られるだけだったが、1979年に『World of Krypton vol.1』、1986年の『マン・オブ・スティール (コミック)』に続く1987年に『World of Krypton vol.2』が出版され、クリプトンの歴史や文化が補完された。

## 身体的特徴

### 容貌
容貌はカル゠エル（スーパーマン）と同様にクリプトン人は地球人に似ている。その多くがコーカソイド系に似た容姿で描かれるが、バスロ島にはネグロイド系、ツインクス大陸にはモンゴロイド系などの種類も存在する。

### 能力
クリプトン人の細胞は地球が周回する太陽の太陽光を浴びることで、怪力・瞬発力・耐久力・飛行能力・透視能力・ヒートビジョン・スーパーブレスなどの超人的な能力が発現する。惑星クリプトンが周回する恒星「ラオ」は赤色巨星であるため、その光を浴びてもヒトと同じ身体能力にしかならない。これが「黄色い太陽ではスーパーパワーを得るが、赤い太陽ではスーパーパワーを失う」と言われる所以である。
超人的な能力を得たクリプトン人であっても、惑星クリプトンの残骸であるクリプトナイトや魔法、ブラックホールに対して脆弱である。
ただし、並行世界「アース2」におけるクリプトン人のスーパーマンやパワーガールは黄色い太陽や赤い太陽に関係無く超人的な能力が発現し、善悪が逆転した世界「アース3」におけるクリプトン人のウルトラマンはクリプトナイトで超人的な能力を増大させる。

## 文化・社会制度

### 紋章
クリプトン人の一族は家系を象徴するそれぞれのクレストやシンボルを表す紋章を持つ。スーパーマンとスーパーガールが属するエル家（House of El）の場合はアルファベットの「S」に似た形で表現されている。
男性のクリプトン人の場合、名前はハイフン（日本語訳の場合はダブルハイフン）で繋げてどの家系であるかを識別する。エル家であれば「Jor-El」や「Kal-El」、日本語では「ジョー゠エル」や「カル゠エル」と表現される。女性のクリプトン人の場合は父親の名前をそのまま与えられるため夫婦で異なる。例えば、スーパーマンの実母はララ・ロー゠ヴァンであるから「ロー゠ヴァン」の娘、スーパーガールの本名はカーラ・ゾー゠エルであるから「ゾー゠エル」の娘であることが分かる。
映像作品でもジョー゠エルの息子であるス―パーマンの事を指して「Come to me Son of Jor-El, Kneel before Zod.」「You are weak. Son of El.」などの台詞を聞くことができる。

### 社会構造
クリプトン人の社会では芸術、科学、軍事、神学に価値を置き、住人は評議会によって以下の5つのギルドに明確に分けられる。クリプトンの歴史の中で科学者の横暴や大戦などを経て、クローン技術「ジェステーション・チェンバー（Kryptonian Gestation Chambers）」で生命を人為的に管理する法律が設立された。
- 軍事
- 科学
- 芸術
- 宗教
- 労働

### 宗教
クリプトン人の主な宗教は「ラオイズム」と呼ばれる、ラオを中心としてサイソンナ、ユダ、ナイトウィング、フレイムバードなどを崇拝する単一神教である。

## 言語・文字
コミック
作中では殆どの場合はクリプトン人であっても会話は英語で表現されるが、エピソードによってはクリプトン人の言語として「クリプトン語」(Kryptonese)が使われることがある。
ヤング・スーパーマン
テレビドラマ『ヤング・スーパーマン』では表語文字として表現された。
スーパーマン/バットマン アポカリプス
長編アニメ『スーパーマン/バットマン:アポカリプス』では地球へ来たばかりのカーラ・ゾー=エル(スーパーガール)とスーパーマンがクリプトン語で会話をするシーンがある。
マン・オブ・スティール
2013年の映画『マン・オブ・スティール』ではグラフィックデザイナーのKirsten Fransonとブリティッシュコロンビア大学の言語人類学者Christine Schreyerによって映画用のものが作成された。劇中では発音されないものの、クリプトンの評議会の座席や衣装のデザイン、スーパーマンの胸のシンボルマークの中心部分やベルトの部分に描かれている。
「Superman Kryptonian」 - YouTube
SUPERGIRL/スーパーガール
テレビドラマ『SUPERGIRL/スーパーガール』ではグラフィックデザイナーのDarren Doyleによって作成されたものが使われた。

## 関連書籍
- Superman: The World of Krypton 2008年3月 ISBN 978-1401217952
- Superman: The Many Worlds of Krypton 2018年3月 ISBN 978-1401278892